# بنجامين برستون كلارك
بنجامين برستون كلارك (بالإنجليزية: Benjamin Preston Clark)‏ هو عالم بقشريات الأجنحة وعالم حشرات أمريكي، ولد في 8 أكتوبر 1860، وتوفي في 11 يناير 1939 في فيلادلفيا في الولايات المتحدة.